# Pichidangui
Pichidangui (del mapudungun: Pichi tangi ‘balsa pequeña’) es una aldea costera ubicada en Chile, dentro de la comuna de Los Vilos en la Provincia de Choapa de la Región de Coquimbo, exactamente a 5 kilómetros del límite con la región de Valparaíso.
La ciudad de Pichidangui está compuesta por la aldea del mismo nombre y el balneario costero como una extensión hacia el mar, compuesto por residentes y casas de veraneo.

## Historia
Esta zona de la costa ha presentado ocupación humana desde hace 1 era aproximadamente. En ella se asentaron culturas como la Bato, Llolleo, Aconcagua y Diaguita. Durante la conquista española, no se indica a Pichidangui ni Quilimarí como parte de las rutas hispánicas del periodo.  Sin embargo, existe un mito popular no documentado de que hacia el 1660, el sector era frecuentado por la temida terrateniente, Catalina de los Ríos y Lisperguer cuya hacienda llamada El Ingenio estaba a 70 km al sur (Longotoma), quien visitaba una cueva natural en el extremo norte de Pichidangui, y que en el colectivo popular se le conoce como Cueva de la Quintrala.
En la época moderna, Pichidangui se estableció como una caleta de pescadores y crianceros dedicado a la crianza de ganado caprino y ovino, la agricultura y la pesca en los alrededores de la bahía del mismo nombre hacia el siglo 19. El pueblo está contiguo al pueblo homónimo y el río Quilimarí que da origen al fértil valle transversal del mismo nombre.
Pichidangui conservó estas características hasta que la Ruta 5 permitió a veraneantes de clase media-baja de Santiago apreciaran sus bondades y empezaran a adquirir terrenos para sus casas de veraneo. Hacia 1975, ya entrado el siglo 20, Pichidangui adquirió las características de balneario.
Hasta hace algunas décadas, se le consideraba como bahía de abrigo para capear algún mar borrascoso, unidades de la armada ocasionalmente llegaban a la bahía y utilizaban el cerro Santa Inés como práctica de tiro. 
Tiene un naufragio que corresponde al buque ballenero INDUS 8, propiedad de la Compañía Industrial S. A. con base en Quintay, hundido durante la madrugada del 15 de noviembre de 1954, al chocar con la roca "La Casualidad", tras levar anclas para dejar Pichidangui. La nave había llegado a rastrear un ancla perdida por otro de los buques de la compañía, falleciendo seis de sus tripulantes, de los cuales solo se recuperaron dos cuerpos. Hoy es un pecio apreciado para prácticas de buceo profesional.
Cercano a Pichidangui hay colonias de focas y pingüinos y es además; es uno de los pocos lugares en Chile donde está registrado el ataque fatal de un tiburón blanco a un buzo en enero de 1980.

## Clima
Pichidangui es un sector con clima subtropical seco, de vientos alisios con un paisaje de textura esteparica, cuya playa es el principal componente de atracción. Abunda el Bosque esclerófilo costero.
Su régimen pluviométrico varía es de 50 mm en años más secos. 
La temperatura media es de 22 a 27 °C en verano, pudiendo alcanzar máximos de 31 a 34 °C excepcionalmente. En invierno, las temperaturas oscilan entre los 9 °C y 17 °C.
El régimen de vientos de Pichidangui es predominado por el surazo (viento suroeste-noreste) de unos 20 km/h en promedio.
La temperatura del agua de mar es templada-cálida, oscilando entre los 11 °C en invierno a los 16 °C a 18 °C en verano.
Pichidangui tiene un promedio de cielos con intervalos nubosos muy semejante a La Serena, distante 270 km al norte, es decir, el 60 % de los días del año son parciales o poco nubosos.

## Paisaje
El paisaje de Pichidangui corresponde al secano costero desértico propio de la IV región, posee una agradable playa de suave oleaje de 6 km de largo en forma de herradura, en su parte norte desemboca en forma de lagunas el río Quilimarí. Contiguo a la playa hay un bosque de eucaliptus que permite hacer camping ocasional.  Hacia el sur y norte, la costa de Pichidangui se vuelve abrupta y rocosa con zonas de rompientes. No hay playas similares en los próximos 100 km hacia el norte o sur de la localidad.

## Geografía

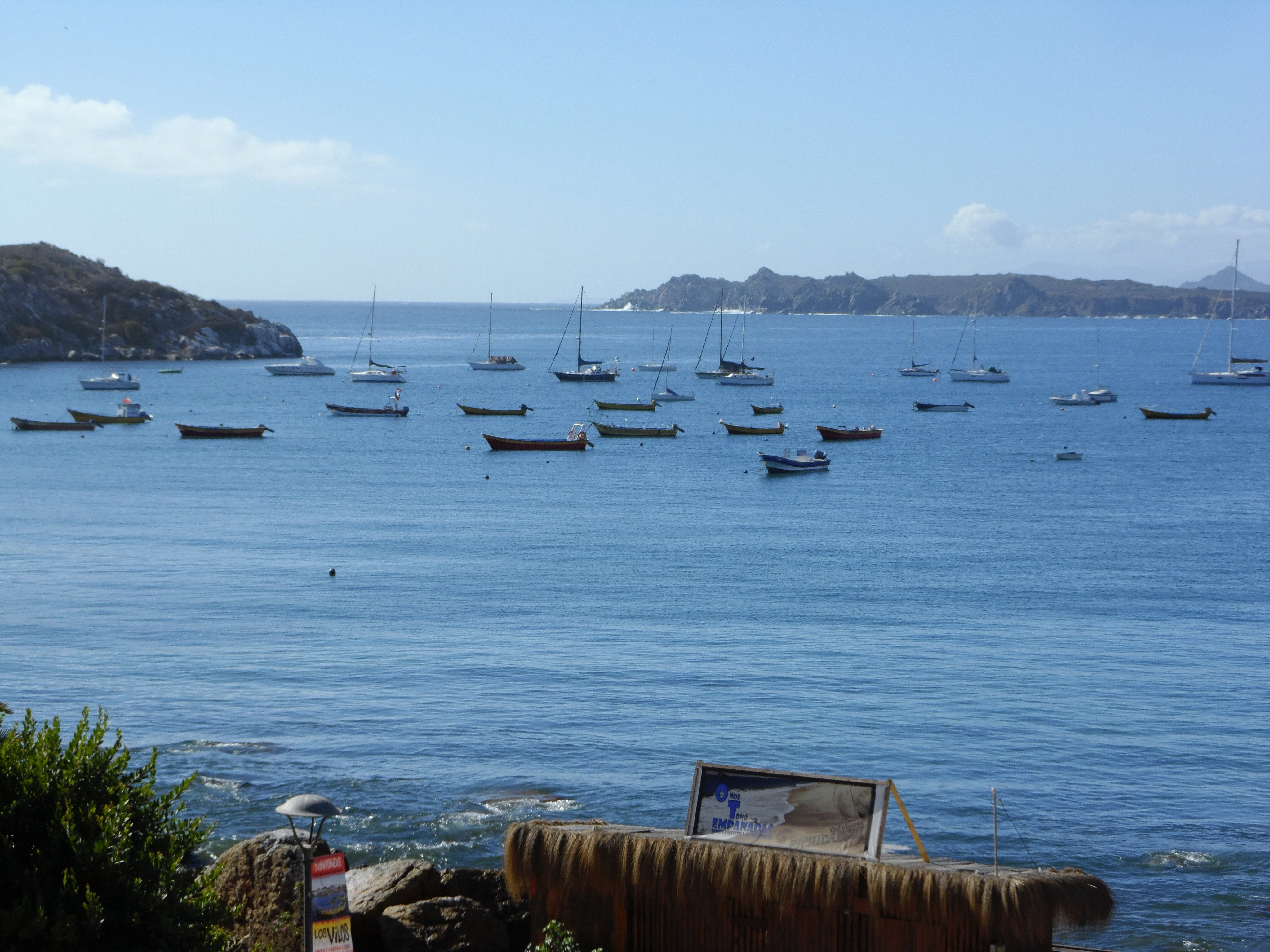
Vista de la playa de Pichidangui

Es reconocido turísticamente por su hermosa bahía de aguas verde turquesa, hecha de una playa, de arenas blanquecinas en forma de herradura de unos 6 km de largo, de oleaje moderado en el sector sur (más protegido) a fuerte en el sector norte. La parte protegida se debe a la presencia de una pequeña isla, llamada Isla de las gaviotas.
Domina el escenario, el cerro Santa Inés de 689 m de altitud que se alza por sobre otros cerros por su forma de semicono. Contiguo a este cerro está el cerro "Montura" (por su forma similar a la montura equina).
Pichidangui se encuentra enmarcado hacia el norte por la desembocadura del río Quilimari que proporciona un hermoso marco de valle aluvial fértil.

## Infraestructura y turismo

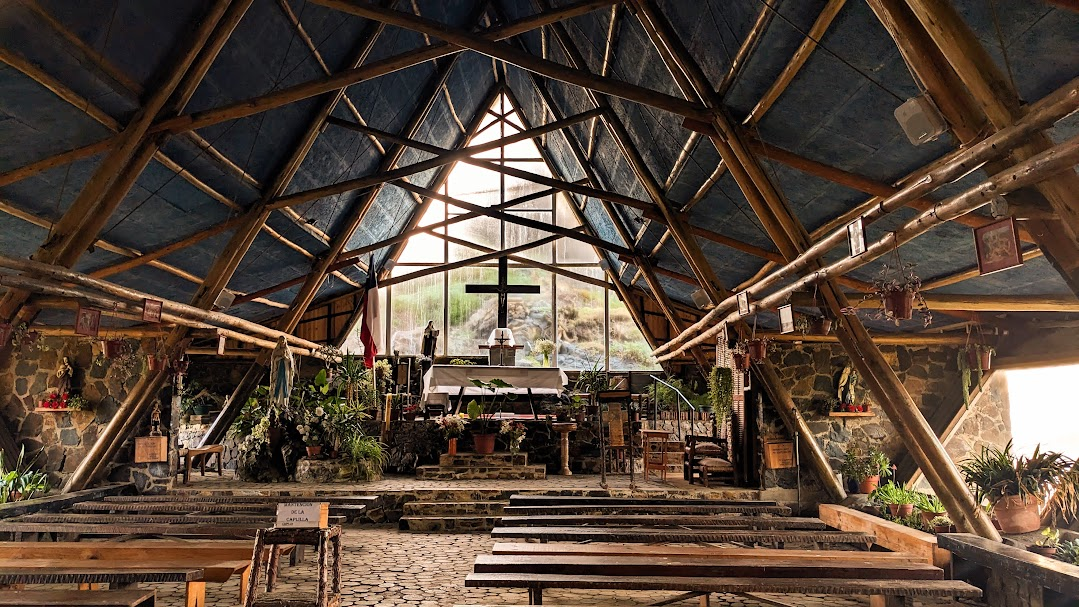
Interior de la Iglesia Santa Teresa de Pichidangui

Posee una marina privada para yates contiguo a una caleta de pescadores. 
Posee además dos hoteles, un retén de carabineros, estadio, minimercados, residenciales, una hermosa iglesia hecha en piedra, un sector de tiendas de artesanía y un paseo peatonal.
En la playa existen dos áreas para acampar ubicadas a decenas de metros de la orilla de mar.
La mayoría de las casas son de veraneantes y es la extensión del pueblo de Pichidangui que queda a 1,5 km hacia el interior de la costa.
Este poblado atrae una cantidad significativa de turismo debido a sus agradables playas, la tranquilidad y a que es una de las principales localidades para practicar windsurf en Chile, gracias al viento de la tarde que es abundante en el área. Además se practica deportes de vela, canotaje, buceo y pesca deportiva.
El caserío como tal se localiza 196 kilómetros al norte de Santiago de Chile, a 45 kilómetros al norte de La Ligua, 29 km al sur de Los Vilos y 278 km al sur de La Serena y tiene 1226 habitantes estables; en verano la cantidad se triplica. Contiguo a Pichidangui están las localidades de Quilimarí y Guangualí. Su salida por la Ruta 5 se encuentra en el kilómetro 196 de la Autopista del Aconcagua.

## Medios de comunicación

### Radioemisoras FM
- 89.7 MHz - Definición FM
- 92.1 MHz - Digital FM
- 103.1 MHz - Dulce FM